# 2023–2024-es EHF-bajnokok ligája
A 2023–2024-es EHF Bajnokok Ligája az európai kézilabda-klubcsapatok legrangosabb tornájának 64. kiírása, ezen a néven pedig a 31.

## Lebonyolítás
A torna lebonyolításán az előző évhez képest nem változtattak.
20 csapat jelezte indulási szándékát a bajnokságban. Az EHF úgy döntött, hogy ebben a szezonban sem rendeznek kvalifikációs tornákat, a 16 indulót több különféle szempont szerint választották ki. Tíz csapat, amely megnyerte saját nemzeti bajnokságát automatikus résztvevője a BL-nek, a fennmaradó hat helyet a többi jelentkező csapatból választotta ki az EHF.
A csoportkörbe jutott 16 csapatot két csoportba sorolták. A csoportokból a csoportgyőztes és a második helyezett egyből a negyeddöntőbe jut, a 3-6. helyezettek pedig a nyolcaddöntőbe.
A negyeddöntőből továbbjutó csapatok jutnak a 2024. június 8-9-én megrendezett kölni Final Fourba, ahol eldől a bajnoki cím sorsa.

## Csapatok
Ebben a Bajnokok Ligája szezonban a következő csapatok indulnak.
| Fix indulók             | Fix indulók          | Fix indulók          | Fix indulók            |
| ----------------------- | -------------------- | -------------------- | ---------------------- |
| GOG Håndbold            | Barcelona            | Paris Saint-Germain  | Telekom Veszprém KC    |
| SC Magdeburg            | THW Kiel             | Porto                | Łomża Industria Kielce |
| RK Celje                | RK Eurofarm Pelister |                      |                        |
| Szabadkártyával indulók |                      |                      |                        |
| Zagreb                  | Aalborg Håndbold     | Montpellier Handball | Pick Szeged            |
| Kolstad Håndball        | Wisła Płock          |                      |                        |

## Csoportkör

### A csoport
| #  | Csapat                 | M  | Gy | D | V  | G+  | G–  | Gk  | P  |
| -- | ---------------------- | -- | -- | - | -- | --- | --- | --- | -- |
| 1. | THW Kiel               | 14 | 10 | 2 | 2  | 410 | 379 | +31 | 22 |
| 2. | Aalborg                | 14 | 8  | 3 | 3  | 430 | 382 | +48 | 19 |
| 3. | Paris Saint-Germain    | 14 | 8  | 1 | 5  | 431 | 412 | +19 | 17 |
| 4. | Vive Kielce            | 14 | 6  | 4 | 4  | 413 | 402 | +11 | 16 |
| 5. | RK Zagreb              | 14 | 6  | 2 | 6  | 373 | 373 | 0   | 14 |
| 6. | OTP Bank - Pick Szeged | 14 | 6  | 1 | 7  | 401 | 414 | –13 | 13 |
| 7. | Kolstad Håndball       | 14 | 5  | 1 | 8  | 393 | 401 | –8  | 11 |
| 8. | RK Eurofarm Pelister   | 14 | 0  | 0 | 14 | 333 | 421 | –88 | 0  |

| THW   | AAL   | PSG   | KIE   | ZAG   | SZE   | KOL   | PEL   |
| ----- | ----- | ----- | ----- | ----- | ----- | ----- | ----- |
|       | 18–27 | 26–24 | 35–31 | 33–22 | 35–32 | 26–25 | 29–23 |
| 27–27 |       | 30–32 | 35–35 | 32–22 | 31–26 | 27–25 | 38–23 |
| 28–34 | 33–30 |       | 35–26 | 35–31 | 37–33 | 28–28 | 31–26 |
| 36–36 | 31–34 | 30–29 |       | 28–24 | 27–27 | 31–23 | 35–25 |
| 23–30 | 30–30 | 28–26 | 22–22 |       | 30–25 | 31–20 | 27–18 |
| 27–28 | 34–27 | 29–31 | 26–25 | 27–26 |       | 29–27 | 34–26 |
| 34–30 | 18–29 | 36–31 | 30–32 | 25–34 | 37–24 |       | 34–27 |
| 20–23 | 28–33 | 25–31 | 21–24 | 22–23 | 27–28 | 22–31 |       |

### B csoport
| #  | Csapat              | M  | Gy | D | V  | G+  | G–  | Gk  | P  |
| -- | ------------------- | -- | -- | - | -- | --- | --- | --- | -- |
| 1. | SC Magdeburg        | 14 | 12 | 0 | 2  | 439 | 384 | +55 | 24 |
| 2. | FC Barcelona        | 14 | 11 | 0 | 3  | 473 | 409 | +64 | 22 |
| 3. | Telekom Veszprém KC | 14 | 10 | 0 | 4  | 489 | 436 | +53 | 20 |
| 4. | Montpellier         | 14 | 7  | 0 | 7  | 411 | 396 | +15 | 14 |
| 5. | GOG Håndbold        | 14 | 6  | 1 | 7  | 429 | 445 | –16 | 13 |
| 6. | Wisła Płock         | 14 | 5  | 1 | 8  | 376 | 386 | –10 | 11 |
| 7. | Porto               | 14 | 4  | 0 | 10 | 409 | 480 | –71 | 8  |
| 8. | RK Celje            | 14 | 0  | 0 | 14 | 400 | 490 | –90 | 0  |

| MAG   | BAR   | VES   | MON   | GOG   | PLO   | POR   | CEL   |
| ----- | ----- | ----- | ----- | ----- | ----- | ----- | ----- |
|       | 29–28 | 28–33 | 28–24 | 35–27 | 28–22 | 37–33 | 39–23 |
| 32–20 |       | 36–41 | 34–37 | 38–30 | 32–25 | 40–33 | 39–30 |
| 28–30 | 30–31 |       | 33–31 | 34–31 | 28–21 | 44–34 | 41–31 |
| 25–28 | 25–30 | 31–37 |       | 36–25 | 30–28 | 35–24 | 32–21 |
| 25–32 | 23–30 | 36–30 | 32–27 |       | 32–32 | 35–27 | 38–36 |
| 26–28 | 25–28 | 37–30 | 22–18 | 26–30 |       | 29–28 | 30–25 |
| 31–40 | 30–38 | 26–40 | 25–29 | 32–31 | 24–23 |       | 32–30 |
| 27–37 | 31–37 | 33–40 | 29–31 | 30–34 | 25–30 | 29–30 |       |

## Egyenes kieséses szakasz
Az egyenes kieséses szakaszba 12 csapat jut. Az A és B csoport győztesei és második helyezettjei automatikusan a negyeddöntőbe kerülnek, a 3-6. helyezettek a nyolcaddöntőbe.
Az nyolcaddöntőket március 27–28, illetve április 3–4 között rendezték. A negyeddöntőket április 24–25 és május 1–2 között játsszák. Az első mérkőzést a csoportban hátrébb végzett csapat otthonában bonyolítják le, ők kerültek az alábbi táblázat első oszlopába.

### Nyolcaddöntők
| 1. csapat    | Össz. | 2. csapat              | 1. mérk. | 2. mérk. |
| ------------ | ----- | ---------------------- | -------- | -------- |
| Wisła Płock  | 59–64 | Paris Saint-Germain    | 26–30    | 33–34    |
| Pick Szeged  | 62–76 | Telekom Veszprém KC    | 30–37    | 32–39    |
| GOG Håndbold | 53–66 | Łomża Industria Kielce | 25–33    | 28–33    |
| Zagreb       | 51–57 | Montpellier Handball   | 27–27    | 24–30    |

### Negyeddöntők
| 1. csapat              | Össz.           | 2. csapat        | 1. mérk. | 2. mérk. |
| ---------------------- | --------------- | ---------------- | -------- | -------- |
| Montpellier Handball   | 60–61           | THW Kiel         | 39–30    | 21–31    |
| Łomża Industria Kielce | 49–49 3–4 (bü.) | SC Magdeburg     | 27–26    | 22–23    |
| Telekom Veszprém KC    | 60–64           | Aalborg Håndbold | 32–31    | 28–33    |
| Paris Saint-Germain    | 53–62           | Barcelona        | 22–30    | 31–32    |

### Final Four
A Final Fourt idén is Kölnben rendezik, a Lanxess Arenában 2024. június 8–9-én.
|  |                  |                  |           |               |    |                  |                  |       |
|  | Elődöntők        | Elődöntők        | Elődöntők |               |    | Döntő            | Döntő            | Döntő |
|  | Elődöntők        | Elődöntők        | Elődöntők |               |    | Döntő            | Döntő            | Döntő |
|  | június 8.        |                  |           |               |    |                  |                  |       |
|  |                  |                  |           |               |    |                  |                  |       |
|  | SC Magdeburg     | SC Magdeburg     | 26        |               |    |                  |                  |       |
|  | SC Magdeburg     | SC Magdeburg     | 26        | június 9.     |    |                  |                  |       |
|  | Aalborg Håndbold | Aalborg Håndbold | 28        |               |    |                  |                  |       |
|  | Aalborg Håndbold | Aalborg Håndbold | 28        |               |    | Aalborg Håndbold | Aalborg Håndbold | 30    |
|  | június 8.        |                  |           |               |    | Aalborg Håndbold | Aalborg Håndbold | 30    |
|  |                  |                  | Barcelona | Barcelona     | 31 |                  |                  |       |
|  | Barcelona        | Barcelona        | Barcelona | Barcelona     | 31 | 30               |                  |       |
|  | Barcelona        | Barcelona        |           |               |    |                  |                  |       |
|  | THW Kiel         | THW Kiel         | 18        |               |    |                  |                  |       |
|  | THW Kiel         | THW Kiel         | 18        | Bronzmérkőzés |    |                  |                  |       |
|  |                  |                  |           |               |    |                  |                  |       |
|  | június 9.        |                  |           |               |    |                  |                  |       |
|  |                  |                  |           |               |    |                  |                  |       |
|  | SC Magdeburg     | SC Magdeburg     | 28        |               |    |                  |                  |       |
|  | SC Magdeburg     | SC Magdeburg     | 28        |               |    |                  |                  |       |
|  | THW Kiel         | THW Kiel         | 32        |               |    |                  |                  |       |
|  | THW Kiel         | THW Kiel         | 32        |               |    |                  |                  |       |

## Statisztikák

### Góllövőlista
| #  | Játékos               | Csapat              | Gól |
| -- | --------------------- | ------------------- | --- |
| 1. | Kamil Syprzak         | Paris Saint-Germain | 112 |
| 2. | Dika Mem              | FC Barcelona        | 106 |
| 3. | Emil Wernsdorf Madsen | GOG Håndbold        | 98  |
| 3. | Ómar Ingi Magnússon   | SC Magdeburg        | 98  |
| 5. | Mads Hoxer Hangaard   | Aalborg Håndbold    | 96  |
| 6. | Aaron Mensing         | GOG Håndbold        | 93  |
| 7. | Niclas Ekberg         | THW Kiel            | 92  |
| 8. | Mario Šoštarič        | Pick Szeged         | 88  |
| 9. | Mitja Janc            | RK Celje            | 87  |
| 9. | Elohim Prandi         | Paris Saint-Germain | 87  |